# James Iredell
James Iredell (5 octobre 1751 – 20 octobre 1799) était un juge américain siégeant à la Cour suprême des États-Unis, Associate Justice (Siège #5).
Il était encore en fonction au moment de sa mort. Son fils, James Iredell, Jr., est devenu gouverneur de la Caroline du Nord.